# Sheena Tosta
Sheena Tosta (Estados Unidos, 1 de octubre de 1982) es una atleta estadounidense, especializada en la prueba de 400 m vallas en la que llegó a ser subcampeona olímpica en 2008.

## Carrera deportiva
En los JJ. OO. de Pekín 2008 ganó la medalla de plata en los 400 metros vallas, con un tiempo de 53.70 segundos, llegando a meta tras la jamaicana Melaine Walker que con 52.64 segundos bátió el récord olímpico, y por delante de la británica Tasha Danvers.